# ルネ・ヴァン・ダール・ワタナベ
ルネ・ヴァン・ダール・ワタナベ（1942年3月 - 2011年11月22日）は、日本の占星術師、著述家である。東京深川出身。本名は渡辺幸次郎（わたなべ・こうじろう）。

## 経歴
学習院中等科・高等科を経て、学習院大学文学部国文学科卒業（心理学専攻を希望していたものの、当時、学習院大学には心理学科が無かったため、他大学の講義をもぐり聴講したという）。その後、ロンドン大学に留学して心理学を専攻。
帰国後、コピーライターを経て『non-no』創刊と同時に西洋占星術のページを受け持つ。
ルネ・ヴァンダール・ワタナベは師匠から名前を決められる時に、マドモアゼル・愛とジャンケンで勝ったから、ルネ・ヴァンダール・ワタナベになったと言われる。
日本占術協会専務理事、さらに副会長を務めた。自身を所長とするルネ・ヴァン・ダール研究所を開設。西洋占星術を中心とした天文心理学を唱え、独自のホロスコープ・カウンセリングを開発・実践する。
1989年「アスクレピオン」設立。テレビ「3時にあいましょう」、雑誌『MyBirthday』・『女性自身』・『明星』等の占星術コーナーなどで知られた。
2011年11月22日、前立腺がんのため死去。69歳没。

## 家族・親族
- 宮川曼魚　随筆家。江戸文学研究家。祖父。
- 渡辺雪三郎　デザイナー。弟[3]。
- ムーンプリンセス・妃弥子　占星術師。娘。

## 著書
- ルネの愛を結ぶ西洋占星術 エヌピー出版 1975
- 愛の西洋占星術 恋の幸福の予感 ルネ・ヴァン・ダール 青泉社 1976 (愛と神秘をあなたに)
- 恋は魔法 ファッショナ・マジカ、それは華麗なる変身 ルネ・ヴァン・ダール 青泉社 1976 (愛と神秘をあなたに)
- 愛の美学 あなたを美しくする西洋錬金術 ルネ・ヴァン・ダール 青泉社 1976 (愛と神秘をあなたに)
- キキとララのべつべつのパーティー / ルネ・ヴァン・ダール サンリオ 1977.12
- 星影の中の男たち 西洋占星術による男性徹底研究 ルネ・ヴァン・ダール 大和書房 1977.3 (愛と神秘をあなたに)
- 星の恋人たち 世界を駆ける恋 ルネ・ヴァン・ダール 青泉社 1977.1 (愛と神秘をあなたに)
- 幸せをよぶ愛の星占い 集英社 1977.2 (モンキー文庫)
- ルネの星占い ルネ・ヴァン・ダール 広済堂出版 1978.7 (豆たぬきの本)
- 新しい人生に目覚める本 生まれ変わるための88のアドバイス ぱるす出版 1978.4
- ちっちゃな恋人たちに リトル・ツインスターズの星うらない ルネ・ヴァン・ダール サンリオ 1978.11
- ルネのふしぎな魔法 あなたも魔法使い ルネ・ヴァン・ダール サンリオ 1979.4
- 天王星占星術 この一冊ですべての運命が先取りできる 集英社 1979.9
- ルネの魔女っこ入門 ルネ・ヴァン・ダール 実業之日本社 1980.12
- ルネのハッピー恋占い カレのハートに大接近 ルネ・ヴァン・ダール サンリオ 1980.1
- 美しくなるアルケミイ体操 集英社 1980.2
- ルネの世界の占い あなたも占い師 ルネ・ヴァン・ダール サンリオ 1980.6
- 超能力者入門 実践神秘学が明かす13のカリキュラム 徳間ブックス 徳間書店 1980.8
- 愛の星占いたまて箱 ルネからあなたへ サンリオ 1980.11
- 星たちからのメッセージ 愛の西洋占星術 1980.11 (集英社文庫コバルト)
- 愛の占い百科 講談社 1980.11 (Mickey teens books)
- 白魔術入門 強い心と美しい体をつくる神秘学 ルネ・ヴァン・ダール 実業之日本社 1981.4
- エレメンツ占星術 風の巻・水の巻  1981.12 (集英社文庫コバルト)
- 愛の魔法LOVE MAGIC 12星座別恋のおまじない集 1981.8 (集英社文庫コバルト)
- エレメンツ占星術 地の巻・火の巻  1981.11 (集英社文庫コバルト)
- ルネのメルヘン占い おまじないとまほうがどっさり ルネ・ヴァン・ダール サンリオ 1981.8
- ルネのチャームアップ心理テスト / ルネ・ヴァン・ダール サンリオ 1981.11
- 愛の白魔法 ルネ・ヴァン・ダール 実業之日本社 1982.4 (M.B books)
- 血液型で人間判断 上司・ライバル・恋人・そして自分自身 池田書店 1982.7
- ルネのドキドキトランプ占い ルネ・ヴァン・ダール サンリオ 1982.11
- 守護霊のひみつ ルネ・ヴァン・ダール 実業之日本社 1983.10 (M.B books)
- 血液型で結婚判断 池田書店 1983.12
- 結婚占星術 失敗のない男性選択のために 実業之日本社 1983.1 (実日新書)
- 実践神秘学が明かす大伽藍の秘法 宇宙と合体し、真の幸福をめざせ 徳間ブックス 1983.7
- ルネのウキウキチャート占い ルネ・ヴァン・ダール サンリオ 1984.5
- 愛情占星術 あなたを支配する見えない力 1984.12 (光文社文庫)
- 12星座別ラブ・アタック  1984.4 (集英社文庫コバルト)
- ムーン・バイブレーション ルネ・ヴァン・ダールの新東洋占星術 恋の悩み完全回答 小学館 1984.6
- 彗星伝説 ハレー彗星をめぐる英雄伝説と災厄伝説 光風社出版 1985.12
- 血液型+星占いで人間判断 池田書店 1985.12 (ゴリラ新書)
- 相性占星術 愛を操る不思議な力 1985.1 (光文社文庫)
- ルネのすてきな魔法―しあわせをよぶおまじない (ギフトブックシリーズ)青山みるく絵サンリオ1985.1ISBN 978-4387851912
- ルネの超能力入門 ルネ・ヴァン・ダール 実業之日本社 1986.4 (M.B books)
- 12星座別男のコの気持ち大研究 1987.8 (集英社文庫コバルト)
- 魔女っこトランプ占い ルネ・ヴァン・ダール 実業之日本社 1987.10 (M.B books)
- キラキラ少女の星占い 池田書店 1987.12 (女の子の恋心ワクワクシリーズ)
- 星導恋愛のすすめ 21世紀的サクセスラブ実践法 日之出出版 1988.7
- 恋にサクセス血液型相性診断 池田書店 1988.2 (女の子の恋心ワクワクシリーズ)
- ルネの魔法使い入門 池田書店 1988.5 (女の子の恋心ワクワクシリーズ)
- 幸運をつかむルネのミラクルレッスン 恋も仕事も思いのまま 主婦の友社 1988.5
- 魔女っこおまじない百科 ムーンプリンセス・妃弥子共著 実業之日本社 1991.12 (ヤングセレクション)
- 白雪光線占星術 山崎洋編 集英社 1991.9
- 12星座&血液型占い 女と男96パターンの愛のかたち 実業之日本社 1991.11 (モニクブックス)
- ぽこぽんの(秘)おまじない集 ルネ・ヴァン・ダール サンリオ 1992.12
- 自分に出会う本 生き方探しデータブック 講談社 1992.9
- 心理分析とホロスコープ 天文心理学序説 実業之日本社 1992.10
- 25ans贅沢な愛のすすめ 講談社 1993.2
- 幸せを見つけるホロスコープ あなたの心の深層を映し出す占星心理学 ごま書房 1995.1 (ゴマブックス)
- 占星術から天文心理学へ ホロスコープ・カウンセリング入門 フリースペース 1996.11
- 魂の伴侶ソウルメイトの見つけ方 ホロスコープでめぐり逢う「いちばん大切な人」 PHP研究所 1998.6
- ルネ・ヴァン・ダール・ワタナベの2000年強運未来 婦人生活社 1999.11
- 天文心理星占い ホロスコープの良い人、悪い人 光文社 1999.3 (カッパ・ブックス)
- 12星座別2001年開運暦 西洋占星術が告げるあなたの未来日記 エミール・シェラザード共著 集英社 2000.10
- ルネの夢解き事典 説話社 2001.8 (開運ブックス)
- 2003年完全予言縁のある人切れる人 2002.9 (集英社be文庫)
- 今よりもっとうまくいく幸運体質になる法 2003.4 (講談社+α文庫)
- 恋聖ルネ・ヴァン・ダールの必ず成功する結婚占星術 実業之日本社 2009.7
- 落雷の塔 ～夢次郎 紅毛カルタ事件帖～ 2013.11 (光文社時代小説文庫) ※没後、遺稿が見つかり刊行された時代小説

## 放送出演
- ワールド・オブ・エレガンス（エフエム東京　当時、毎月第1月曜日に「今月の占い」コーナーに監修・出演）

## ゲーム
- ルネ・ヴァン・ダールの星占い ミルキープリンセス（1985年7月、スーパーカセットビジョン用ソフト、エポック社）監修